# Юксек, Исмаил
Исмаил Юксек (тур. İsmail Yüksek; род. 26 января 1999, Изник, Бурса) — турецкий футболист, полузащитник клуба «Фенербахче» и сборной Турции. Участник чемпионата Европы 2024.

## Клубная карьера
Юксек — воспитанник клубов «Бурсаспор», «Бурса Мериносспор», «Йесил Бурса», «Йилдырым Беледиспор» и «Бурса Йилдырымспор». В 2018 году он подписал контракт с «Гёльджюкспор», где на протяжении двух сезонов выступал в Третьем дивизионе Турции. В 2020 году Юксек перешёл в «Фенербахче» и сразу же был отдан в аренду в «Балыкесирспор». 18 октября в матче против «Бурсаспора» он дебютировал в Первой турецкой лиге. 25 октября в поединке против «Анкараспора» Исмаил забил свой первый гол за «Балыкесирспор». По окончании аренды игрок вернулся в «Фенербахче». 18 января 2021 года в матче против «Анкарагюджю» он дебютировал в турецкой Суперлиге. В том же году Исмаил был арендован «Адана Демирспор». 6 февраля в матче против «Анкараспора» он дебютировал за новый клуб. 
Летом 2021 года Юксек был арендован «Бурсаспором». 15 августа в матче против «Аданаспора» он дебютировал за новый клуб. 17 октября в поединке против «Болуспора» Исмаил забил свой первый гол за «Бурсаспор». 
По окончании аренды Юксек вернулся в «Фенербахче». В 2023 году игрок помог клубу завоевать Кубок Турции.

## Международная карьера
22 сентября 2022 года в матче Лиги наций против сборной Люксембурга Юксек дебютировал за сборную Турции. В этом же поединке он забил свой первый гол за национальную команду. 

### Голы за сборную Турции
| № | Дата             | Место                                   | Противник  | Счёт | Результат | Соревнование              |
| - | ---------------- | --------------------------------------- | ---------- | ---- | --------- | ------------------------- |
| 1 | 22 сентября 2022 | Башакшехир Фатих Терим, Стамбул, Турция | Люксембург | 3:3  | 3:3       | Лига наций УЕФА 2022/2023 |

## Достижения
Командные
 «Фенербахче»
- Обладатель Кубка Турции — 2022/23